# Rhachis comorensis
Rhachis comorensis fue una especie de molusco gasterópodo de la familia Cerastuidae en el orden de los Stylommatophora.

## Distribución geográfica
Fue  endémica de Mayotte.  